# La prima notte del giudizio
La prima notte del giudizio (The First Purge) è un film del 2018 diretto da Gerard McMurray e scritto da James DeMonaco, prequel della serie iniziata con La notte del giudizio.

## Trama
Stati Uniti, 2014. In un Paese al collasso economico e prossimo all'anarchia, il senatore Bracken, del partito emergente dei Nuovi Padri Fondatori dell'America (New Founding Fathers of America in originale), NFFA, vince le presidenziali e ottiene l'approvazione dal Congresso a sperimentare sull'isola di Staten Island "Lo Sfogo" ("The Purge" in originale), una teoria sociologica ideata dalla statista e psicologa May Updale (detta "The Architect" in originale) che si basa sul dare libero sfogo all'aggressività per la durata di una notte in modo da "purificarsi". Inoltre, mentre gli scienziati impiantano ai partecipanti un localizzatore e forniscono loro un paio di lenti a contatto capaci di registrare le loro azioni e documentare così i crimini, la NFFA, per ricevere più consensi, promette 5.000$ a chiunque resti sull'isola durante l'esperimento più un extra se parteciperà attivamente. È così che, mentre la giovane attivista Nya Charms tenta invano di fermare lo Sfogo protestando per le strade, sempre più persone povere e di colore si iscrivono e, tra esse, c'è anche suo fratello Isaiah che, oltre a voler di aiutare economicamente la sorella, vuole vendicarsi di Skeletor, un tossicodipendente che l'ha ferito mentre spacciava per Dimitri "D" Cimber, trafficante di droga ed ex ragazzo di Nya.
Staten Island (New York), inizio Sfogo. Mentre Nya e coloro che non vogliono partecipare attivamente all'esperimento si rifugiano in una piccola chiesa e Dimitri viene aggredito da delle prostitute pagate dal rivale Capital A ma si salva, Skeletor compie il primo omicidio della notte accoltellando un uomo intento a scassinare un bancomat (l'omicidio viene presto mandato in onda dai tg) per poi incappare in una festa dove comincia ad aggredire chiunque gli si pari davanti compreso Isaiah che, però, riesce a sfuggirgli rifugiandosi in una fabbrica abbandonata; qui Isaiah viene inseguito da altri partecipanti allo Sfogo ma riesce a nascondersi e a chiamare Nya che, raggiunta la fabbrica, viene però aggredita da Skeletor e infine salvata da Isaiah. 
Analizzando quello che sta succedendo attraverso le lenti a contatto, May Updale si rende conto di un'anomalia: nelle prime ore dell'esperimento non sono stati commessi atti di violenza grave (a parte gli omicidi commessi da Skeletor, sono stati commessi al massimo furti, incendi e vandalismi) e la maggior parte da persone mascherate (che si vergognino di ciò che stanno facendo sebbene sia legale?) mentre ora, che è mezzanotte passata, si inizia a registrare un'impennata di omicidi soprattutto da parte di bande. In effetti Isaiah e Nya, dopo essersi riuniti alle amiche Luisa e Selina, scampate all'assalto alla chiesa, notano che la città si è improvvisamente riempita di gruppi di assassini con bandiere neonaziste o maschere del KKK o vari tipi di divise. È così che mentre Dimitri, che ha giustiziato Capital A, scopre che le bande sono composte da mercenari, anche stranieri, la Updale, sorpresa dell'inversione di rotta - si aspettava un'impennata iniziale e poi un calo progressivo, non il contrario - scopre che Arlo Sabian, rappresentante della NFFA, sorpreso dal fatto che un gruppo socio economico così povero non reagisca con la violenza prevista, ha ingaggiato dei mercenari perché teme che il fallimento dello Sfogo comprometterebbe il partito. 
A poche ore dalla fine dello Sfogo, mentre Nya, Isaiah, Luisa, Selina e, infine, Dolores, si rifugiano nell'appartamento dei Charms e la Updale, fermamente contraria a quello che la NFFA sta facendo, viene scaricata in un vicolo di Staten Island e fucilata dai sicari del partito, Dimitri e i suoi uomini, scoperto che ai mercenari è stato ordinato di colpire le case popolari, vi si dirigono per salvare Nya ma, durante lo scontro, sebbene riescano a uccidere molti mercenari, gli uomini di Dimitri soccombono e solo lui si salva; è così che Dimitri si precipita in casa di Nya e aiuta lei, Isaiah e Dolores a combattere i mercenari. Ben presto, però, i civili vengono accerchiati dai sicari ma quando, alle spalle dei mercenari, spunta Skeletor, giunto lì per uccidere gli Charms, che li distrae aggredendoli, Dimitri e Nya, ne approfittano per lanciare un esplosivo contro i sicari e Skeletor riuscendo, all'ultimo, a mettersi al riparo. Pochi minuti dopo suona la sirena che mette fine allo Sfogo. 
Staten Island (New York), fine Sfogo. Mentre Dimitri, Nya, Isaiah, Luisa, Selina, Dolores e i superstiti alla notte scendono in strada capendo che si prospetta loro molti anni di combattimenti, Arlo Sabian, durante una conferenza stampa, dice che i dati sulla partecipazione a Staten Island dimostrano che lo Sfogo è necessario e che, a partire dall'anno prossimo, il Presidente Bracken permetterà a tutte le città degli USA di usufruirne.

## Distribuzione
L'uscita della pellicola negli Stati Uniti è avvenuta il 4 luglio 2018, in concomitanza con la festività dell'Independence Day americano, mentre in Italia il giorno seguente.

## Accoglienza
Sul sito aggregatore di recensioni Rotten Tomatoes, il film detiene il 52% delle recensioni professionali positive, basato su 87 recensioni e con un voto medio di 5.2/10. Su Metacritic ha un punteggio del 54 su 100, basato sul parere di 39 critici.